# François-Joseph Lefebvre
François-Joseph Lefebvre, vévoda z Gdaňsku (25. října 1755 v Rouffachu (Alsasko – Francie) – 14. září 1820 v Paříži), byl francouzský revoluční generál a maršál Francie v době Francouzského císařství a restaurace Bourbonů.

## Život
Lefebvre byl synem mlynáře z alsaského Ruffachu. Otec mu zemřel, když bylo Françoisovi 8 let a ten pak byl vychováván strýcem-farářem, který se synovci snažil poskytnout vzdělání, čemuž však ten úspěšně vzdoroval. V roce 1773 vstoupil do francouzské gardy a roku 1792 jako kapitán do revoluční armády a již v prosinci 1793 byl brigádním generálem a v lednu 1794 divizním generálem. Roku 1783 se oženil s prostou, ale inteligentní ženou, pradlenou Catherine Hubscherovou, která mu postupně porodila 14 dětí, z nichž tři zemřely v kojeneckém věku. Manželství bylo vzorné a Catherina byla svým neokázalým vystupováním a vtipnými odpověďmi proslulá a Napoleonem velmi oblíbená (madamme Sans Gene). Velel na Sáře a Mosele, zejména však na Sambře a Maase. Obvykle jako velitel předvoje. V bitvě u Fleurus (24. června 1794) velel pravému křídlu. Roku 1796 zvítězil nad Rakušany u Altenkirchen. Roku 1799 vedl sbor v Jourdanově armádě a byl nucen podstoupit s 8000 muži boj u Stockachu proti 30 000 Rakušanů. Těžce raněn zorganisoval spořádaný ústup a odjel se léčit do Paříže. Zde obdržel velení Vnitřní armády tvořené 17. divizí (byl tedy nominálně i velitelem pařížské posádky) v jejímž čele 19. brumaire (10. listopadu 1799) spolu s Leclercem d'Ostin vtrhl do Rady pěti set a osvobodil ohroženého předsedu Luciena Bonaparte. Napoleon Bonaparte, ke kterému Lefebvre věrně přilnul, jej jmenoval roku 1800 členem senátu v kterém pak působil až do Restaurace. Byl v první vlně jmenován maršálem (29. květen 1804). V pruském tažení roku 1806 velel v bitvě u Jeny gardovému dělostřelectvu a po bitvě u Pruského Jílového mu Napoleon svěřil obléhání a dobytí Gdaňsku (Danzig) a po obsazení města (27. května 1807) jej jmenoval vévodou z Gdaňsku.
V roce 1808 velel Lefebvre 5. armádnímu sboru ve Španělsku a zvítězil v bitvě u Duranga (31. října 1808), celkově však si na Pyrenejském poloostrově nevedl příliš úspěšně. Pak byl jmenován velitelem bavorské armády a v této funkci se podílel na bitvách u Eggmühlu a Wagramu, když předtím porazil Rakušany v bitvě u Abensbergu, následně potlačil povstání v Tyrolsku (Andreas Hofer). Roku 1812 velel v ruském tažení Staré gardě a roku 1814 po vpádu Spojenců do Francie svěřil mu Napoleon velení celého levého křídla armády – velmi zdatně si v této funkci vedl v bitvách u Montmirail, Arcis-sur-Aube a Champeaubert a podřídil se Bourbonům až po abdiklaci Napoleonově. Ludvíkem XVIII. byl 4. června 1814 jmenován pairem. Jelikož se během Sta dní opět bez váhání přidal k Napoleonovi a byl s Davoutem jediným, kdo jej vítal na nádvoří Tuilerií, ztratil po bitvě u Waterloo post paira i maršálskou hodnost. Ludvík XVIII. mu však hodnost maršála roku 1816 vrátil a roku 1819 byl Lefebvre opět jmenován pairem. Žil střídavě v Paříži a na svém venkovském sídle zámku Combault. Zemřel v Paříži na městnání srdeční (asthma cardiale) a je pohřben na hřbitově Pére Lachaise, v sousedství hrobu Massenova.